# Marine
|  | Per a altres significats, vegeu «infanteria de marina». |

Marine és una vila dels Estats Units a l'estat d'Illinois. Segons el cens del 2000 tenia 910 habitants.

## Demografia
Segons el cens del 2000, Marine tenia 910 habitants, 363 habitatges, i 254 famílies. La densitat de població era de 462,3 habitants/km².
Dels 363 habitatges en un 38% hi vivien nens de menys de 18 anys, en un 54,8% hi vivien parelles casades, en un 11,6% dones solteres, i en un 29,8% no eren unitats familiars. En el 24,5% dels habitatges hi vivien persones soles el 9,4% de les quals corresponia a persones de 65 anys o més que vivien soles. El nombre mitjà de persones vivint en cada habitatge era de 2,51 i el nombre mitjà de persones que vivien en cada família era de 3,01.
Per edats la població es repartia de la següent manera: un 27,7% tenia menys de 18 anys, un 8,1% entre 18 i 24, un 30,9% entre 25 i 44, un 21,2% de 45 a 60 i un 12,1% 65 anys o més.
L'edat mediana era de 36 anys. Per cada 100 dones de 18 o més anys hi havia 97 homes.
La renda mediana per habitatge era de 37.361 $ i la renda mediana per família de 44.500 $. Els homes tenien una renda mediana de 38.654 $ mentre que les dones 22.188 $. La renda per capita de la població era de 18.133 $. Aproximadament el 4,5% de les famílies i el 6,2% de la població estaven per davall del llindar de pobresa.

## Poblacions properes
El següent diagrama mostra les poblacions més properes.